# Dave Hörnig
Dave Hörnig (* 16. November 2005 in Offenburg) ist ein deutscher Handballspieler. Der Torwart spielt seit der Saison 2025/26 für den HC Oppenweiler/Backnang in der 2. Bundesliga und gewann mit der Jugend-Nationalmannschaft die Goldmedaille beim Europäischen Olympischen Jugendfestival.

## Karriere

### Im Verein
Dave Hörnig begann seine Handballkarriere im Alter von vier Jahren bei den Minis des TuS Altenheim bzw. der SG Ottenheim/Altenheim. Bis zum ersten Jahr der C-Jugend spielte er auch Fußball, entschied sich dann aber für den Handballsport. In der Saison 2018/19 gewann er mit der C-Jugend der SG Ottenweiler/Altenheim die Südbadische Meisterschaft.
Nach zwölf Jahren wechselte er 2021 zur B-Jugend (U17) in das Nachwuchsinternat der Rhein-Neckar Löwen, in dem er vier Jahre lebte. Gleich in seiner ersten Saison gewann er mit den Junglöwen die Deutsche Meisterschaft im Finale gegen die SG Flensburg-Handewitt. In seinen beiden A-Jugend-(U19-)Saisons 2022/23 und 2023/24 erreichte er mit den U19-Junglöwen das Finale um die Deutsche Meisterschaft, wo das Team jeweils gegen die Füchse Berlin Reinickendorf unterlag. Vereinzelt ab 2023 und vollständig in der Saison 2024/25 spielte er für die zweite Mannschaft der Rhein-Neckar Löwen in der 3. Liga. Ab Juni 2024 trainierte er regelmäßig mit der Profimannschaft der Rhein-Neckar Löwen und wurde in einigen Vorbereitungsspielen eingesetzt. Sein erstes Bundesligaspiel bestritt er am 13. Februar 2025 gegen die SG BBM Bietigheim.
Zur Saison 2025/26 unterschrieb er seinen ersten Profivertrag für die 2. Bundesliga beim Aufsteiger HC Oppenweiler/Backnang.

### Im Auswahlmannschaften
Dave Hörnig gewann mit der Baden-Württemberg-Auswahl den im April 2022 ausgetragenen Deutschland-Cup 2021. Im Juli 2022 gewann er mit der U17-Jugend-Nationalmannschaft die Goldmedaille beim Europäischen Olympischen Jugendfestival (EYOF) in Banská Bystrica (Slowakei).

## Erfolge
- 2022: Goldmedaille beim Deutschland-Cup mit der Baden-Württemberg-Auswahl
- 2022: Deutscher B-Jugend-Meister mit der U17 der Rhein-Neckar-Löwen
- 2022: Goldmedaille beim Europäischen Olympischen Jugendfestival (EYOF) mit der U17-Nationalmannschaft
- 2023: Deutscher A-Jugend-Vizemeister mit der U19 der Rhein-Neckar Löwen
- 2024: Deutscher A-Jugend-Vizemeister mit der U19 der Rhein-Neckar Löwen